# Malokaganyane
Malokaganyane is een dorp in het district Southern in Botswana. De plaats telt 341 inwoners (2011).